# ピンク・ゾーン
『ピンクゾーン』（PINK ZONE）は、国沢実監督による日本の映画。第1作となる『ピンク・ゾーン 地球に落ちてきた裸女』が2017年8月25日に公開されて以降、2020年までに3作公開されており、この項目ではシリーズすべてを扱う。

## 概要
特撮ピンク映画を得意とする国沢実監督による映画作品。細かな設定、演出に円谷昭和特撮のエッセンスを織り交ぜており、タイトルも『恐怖劇場アンバランス』の没タイトルである『アンバランス・ゾーン』のオマージュである。シリーズ作品であるものの、それぞれ設定も含め独立している。シリーズ全作で空想特撮ピンク映画と銘打っている。

## ピンク・ゾーン 地球に落ちてきた裸女
公開タイトルは『ピンク・ゾーン 地球に落ちてきた裸女』（‐ちきゅうにおちきてきたらじょ）。2017年8月25日、劇場公開。脚本は高橋祐太が担当。R-18作品ではあるが、のちに一般劇場でも封切られており、その際は『宇宙囚人303』と改題された。2019年5月8日にスターボードから原題のままでDVDソフトをリリース。

### 登場人物
ソラ
演 - 阿部乃みく
謎の女性。
リリ
演 - 桜木優希音
謎の女性。
高木ふみ子
演 - 美泉咲
高木源太郎の妻。密かに朝雄に片思いする。
浦田啓介
演 - 町田政則
多額の借金を抱え悩める配送会社の従業員。自殺を試みた際にソラと出会う。
星川朝雄
演 - 櫻井保幸
高木印刷所の従業員。
桐山隼人
演 - 片桐俊次
浦田を追う借金取り。全裸のリリと遭遇する。
高木源太郎
演 - 岡村ショウジ
高木印刷所の社長。

### スタッフ
- 監督：国沢実
- 脚本：高橋祐太
- 撮影・照明：飯岡聖英
- 録音：小林徹哉
- 音楽：與語一平
- 整音・効果：シネキャビン
- ポスター：本田あきら
- スチール：だいさく
- 助監督：菊嶌稔章
- 監督助手：小関裕次郎、粟野智之
- 照明助手：広瀬寛巳
- 編集：酒井編集室
- 特殊造型：はきだめ造型
- 仕上げ：東映ラボ・テック
- 制作：フリークアウト
- 提供・配給：オーピー映画

## ピンク・ゾーン2 淫乱と円盤
公開タイトルは『ピンク・ゾーン2 淫乱と円盤』（‐いんらんとえんばん）。2018年11月9日、劇場公開。脚本は切通理作が担当。
田野辺尚人（別冊映画秘宝編集長）は「空飛ぶ円盤マニアにもピンク映画ファンにも嬉しい一作です」と評している。

### 登場人物 （ピンク・ゾーン2）
波川久美
演 - 南梨央奈
地下アイドル
城野えり
演 - 佐倉絆
研究所研究性。
真船桂子
演 - 瀬戸すみれ
昭比古の妻を自称する謎の女性。
真船昭比古
演 - 山本宗介
久美の幼馴染。研究員。
一の谷教授
演 - 小滝正大
研究所の教授。
尾形明
演 - 早乙女バッハ
久美のマネージャー。
ニュースキャスター
演 - 白石雅彦

### スタッフ （ピンク・ゾーン2）
- 監督：国沢実
- 脚本：切通理作
- 撮影・照明：藍河兼一
- 録音：小林徹哉
- 音楽：與語一平
- 助監督：菊嶌稔章、粟野智之
- 監督助手：赤羽一真
- 編集：酒井編集室
- 特殊造型：土肥良成（はきだめ造型）、李華曦
- タイトル：杉田慎二
- カラリスト：石井良太
- 仕上げ：東映ラボ・テック
- 制作：フリークアウト
- 提供・配給：オーピー映画

## ピンク・ゾーン3 ダッチワイフ慕情
公開タイトルは『ピンク・ゾーン3 ダッチワイフ慕情』（‐ぼじょう）。　
2020年2月14日劇場公開。第2作に続き脚本は切通理作が担当し、メインキャストは佐倉絆、並木塔子、生田みくと発表された。映画ジャンルはSPAC（＝サイエンス・ピンク・アドヴェンチャー・シネマ）。
増村保造監督作『赤い天使』をモチーフのひとつとしている。

### 登場人物 （ピンク・ゾーン2）
東さくら
演 - 佐倉絆
女性用セクサロイドを管理する看護師。とある一体のセクサロイドに恋してしまう。
南キク
演 - 並木塔子
先輩看護師。
北アザミ
演 - 生田みく
同僚看護師。
カルロス
演 - 折笠慎也
さくらが恋してしまったセクサロイド。
岡部軍医
演 - 安藤ヒロキオ

ジングウジ
演 - 中瀬しんいち

ヒデキ
演 - 橘秀樹

セイジ
演 - 片桐俊次

ゲン
演 - 西村太一

タケシ
演 - 粟野智之

### スタッフ （ピンク・ゾーン3）
- 脚本：切通理作
- 監督：国沢実
- 撮影：渡邊豊
- 編集：三田たけし
- 助監督：菊嶌稔章　粟野智之
- 美術協力：いちろう
- スチール：本田あきら
- 特殊造形：土肥良成
- 音楽：與語一平
- 録音：清水鉄也
- 整音：Pink-Noise
- 仕上げ：東映ラボ・テック
- カラリスト：如月生雄
- 協力：Abukawa corporation LLC. 、はきだめ造形
- 制作：フリークアウト
- 提供・配給：オーピー映画